# Фригийский шлем

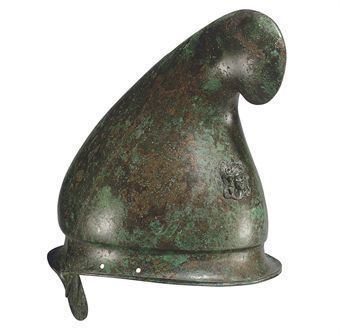
Фригийский шлем

Фригийский шлем — тип античного шлема в эпоху Александра Македонского. Воспроизводит шапку скифов, фракийцев, других восточных народов.  Название шлем получил из-за схожести с так называемым фригийским колпаком, известным в наше время как один из символов Великой Французской революции.
В какой-то мере является развитием пилоса. Макушка удлиняется и загибается каплей вперёд, добавляется затылочная часть. Такая форма обеспечивает хорошую защиту от удара сверху. Удар мечом или топором отклоняется, большое расстояние между верхушкой и головой спасает воина, даже если шлем прорубится. Фригийские шлемы носили солдаты македонской фаланги, македонские щитоносцы, фессалийские и фракийские всадники, греческие гоплиты конца IV в. до н. э. Нащёчники могут быть, но не обязательны. Македонские фалангиты привешивали к шлему маску или нащёчники на петлях, отчего их внешность приобретала устрашающий вид. 
Позднее вместо загиба макушки стали загибать металлический гребень и такие шлемы называют уже фракийскими, хотя в самой Фракии такие шлемы мало встречаются. В Македонии бронзовые фригийские колпаки к II в. до н. э. трансформировались во фракийские шлемы, с вытянутым вверх кумполом и простым невысоким металлическим гребнем или султаном из перьев.
| |  |
| Слева: голова македонского щитоносца с саркофага из Сидона (конец IV в. до н. э.). В центре: надгробное изваяние фессалийского всадника (IV в. до н. э., Лувр). Справа: монета Деметрия Полиоркета, македонского царя в начале III в. до н. э. |  |